# Джони Браво
„Джони Браво“ (на английски: Johnny Bravo) е американски анимационен сериал, в който главният герой си търси приятелка, но винаги когато си хареса момиче, нещо се обърква. Джони Браво изглежда като Джеймс Дийн и звучи като Елвис Пресли, с изключение на това, че има руса коса и е изключително влюбен във външността си. Той живее в несъществуващ град - Арон Сити (също асоциация - с второто име на Пресли). Сериалът се излъчва по анимационния канал Cartoon Network.
Създателят на сериала е Ван Партибъл, а някои от режисьорите са Робърт Алварес, Кент Бътъруорт, Ръсел Калабрезе, Бъч Хартман, Джон Маклити, Кърк Тингблад и българинът Румен Петков.
Специален 11-минутен епизод, наречен „Джони Браво отива в Боливуд“, е ексклузивно излъчен по Cartoon Network Индия през 2009 г. След това е направен 70-минутен филм със същото име, който се излъчва за пръв път на 20 ноември 2011 г. в Австралия. За разлика от 11-минутния епизод, филмът не е направен в Индия, а в САЩ.

## Герои
- Джони Браво (озвучава се от Джеф Бенет) – главният герой.
- Бъни Браво (озвучава се от Бренда Вакаро) – майката на Джони.
- Малката Сузи (озвучава се от Мей Уитман) – малко, 8-годишно момиченце от квартала на Джони.
- Карл Шринисуикс (озвучава се от Том Кени) – местният гений задръстеняк, който изглежда, че е най-добрият приятел на Джони. Преди години в гимназията той е тормозил Джони, понеже е бил много по-висок от него.
- Татенцето (озвучава се от Лари Дрейк) – алчният собственик на местния чили ресторант, при който Джони често се отбива за да получи съвет.

## „Джони Браво“ в България
В България сериалът започва излъчването си на 14 ноември 2007 г. по Диема Фемили, всеки делничен ден от 14:40. На 7 юли 2010 г. започва повторно излъчване, всеки делничен ден от 06:20 и приключва на 23 юли без да се излъчат всички епизоди. Ролите се озвучават от артистите Цветослава Симеонова, която по-късно е заместена от Ася Рачева, а след това и от Живка Донева, Вилма Карталска, Мариан Бачев и Цанко Тасев.
След първото излъчване повторенията му са излъчвани и по Диема.